# George Washington Carver
George Washington Carver (Diamond (Missouri), 12 juli 1861 - Tuskegee (Alabama), 5 januari 1943) was een Amerikaanse uitvinder die vooral bekend werd door de vele toepassingen die hij uitvond rondom de pinda. Voorbeelden zijn pindapotten, een pindaradio, pindalijm en zelfs een paar elektrische apparaten in de vorm van een pinda.
Carver was een landbouwkundig scheikundige en botanicus die in de landbouwvoorlichting in het zuiden van de Verenigde Staten werkte. Hij leerde voormalige slaven technieken gericht op zelfvoorzienendheid en deed onderzoek naar bodemverbetering.
- Bibsys: 98022042
- Author citation (botany): Carver
- CiNii: DA0586780X
- Gemeinsame Normdatei: 118519379
- International Standard Name Identifier: 0000 0001 0332 1086
- Library of Congress Control Number: n50034776
- Nationale Bibliotheek van Letland: 000184931
- National Archives and Records Administration: 10580524
- Nationale Bibliotheek van Tsjechië: mub2015872683
- Nationale Bibliotheek van Israël: 987007259462005171
- Nationale Bibliotheek van Polen: a0000002575126
- Nationale en Universitaire bibliotheek Zagreb: 000419066
- Nederlandse Thesaurus van Auteursnamen: 118567675
- Réseau des bibliothèques de Suisse occidentale: 02-A021710218
- SNAC: w67q9nmk
- Système universitaire de documentation: 075968592
- Virtual International Authority File: 79397254
- WorldCat: E39PBJy8y6VXbhCYmGwwvRvyh3